# Русак, Владимир Степанович
Влади́мир Степа́нович Руса́к (17 июня 1949, деревня Мутьковичи, Новомышский район, Барановичская область — 20 апреля 2019, Барановичи) — протодиакон Русской православной церкви, церковный историк, публицист, советский диссидент и политический заключённый. Автор нескольких книг и множества статей по истории Русской православной церкви. Член Союза российских писателей.

## Биография
Владимир Степанович Русак родился в православной семье 17 июня 1949 г. в селе Мутьковичи (Звёздная) Новомышского сельсовета Барановичского района Брестской области. Родители — Степан Игнатьевич Русак (1906—1972 гг.) и Вера Степановна Русак (1906—1982 гг.). Старший брат — протоиерей Пётр Степанович Русак (1938—1978 гг.), священник, проповедник православной веры. Старшая сестра — Мария Степановна Русак также всю жизнь посвятила православной церкви.
В 1967—1970 годах учился в Минском государственном педагогическом институте на физико-математическом факультете. В 1970—1980 годах работал в «Журнале Московской Патриархии» стажёром, референтом, редактором, а с 1977 года — научным редактором. В 1973 году окончил Московскую духовную семинарию, в 1977 — Московскую духовную академию со степенью кандидата богословия за работу «Раннехристианские апокрифы и их христологическое содержание».
В 1976 году рукоположён в сан диакона. Служил при архиепископе Волоколамском Питириме. Параллельно с работой в редакции ЖМП писал книгу по истории большевистских репрессий против православной церкви. За это был уволен с работы. В 1980—1981 годах служил диаконом в деревне Иванисово Ногинского района. В 1982 году по собственному прошению, направленному митрополиту Белорусскому Филарету (Вахромееву), переведён в Витебск. В 1983 году за проповедь в Витебском Казанском соборе о мучениках за веру в СССР был лишён регистрационной справки от уполномоченного Совета по делам религий при Совете Министров СССР, что приводило к лишению места служения. Был направлен в ссылку в Жировичский монастырь. Затем непродолжительное время служил при храме в Давид-Городке. Написал открытое письмо делегатам VI Генеральной ассамблеи Всемирного совета церквей в Ванкувере (1983). В письме писал о угнетённом состоянии Русской православной церкви в СССР. Письмо не было озвучено на заседании из-за протестов делегации СССР, но стало известно после придания огласке на пресс-конференции архиепископом Кентерберийским.
Позднее он вернулся в Москву, работал дворником ДЭЗ № 13 Киевского района. 23 апреля 1986 года за книгу «Свидетельство обвинения», ходившую в самиздате, арестован КГБ. 10 сентября 1986 года осуждён Московским городским судом по ст. 70 УК РСФСР («антисоветская агитация и пропаганда») к 7 годам колонии строгого режима и 5 годам ссылки (максимально возможное наказание по этой статье). Срок отбывал в Пермской области (колонии "Пермь-35" и "Пермь-37"). В 1987 году книга «Свидетельство обвинения» была опубликована на русском языке в США.
В 1987—1988 годы судьбу диакона Владимира Русака активно освещал православный эмигрантский журнал «Православная Русь», где было опубликовано за это время несколько статей, подробно освещавших историю его работы над книгой, осуждения и отбывания срока заключения, а также борьбы правозащитных организаций за его освобождение. В результате ходатайства Конгресса США и ряда международных организаций в СССР приговор был смягчён. Определением Верховного суда РСФСР от 6 сентября 1988 года срок сокращён до 2 лет 6 месяцев, ссылка из приговора исключена. Освобождён 22 октября 1988 года. Реабилитирован в 1993 году.
В апреле 1989 года выехал на постоянное место жительства в США. «В аэропорту Кеннеди нас встречал мой издатель О. М. Родзянко и глава Американского комитета Международного общества по правам человека г-н Падюков, они отвезли меня прямо в Синод, где владыка Иларион совершил благодарственный молебен по случаю моего освобождения и прибытия в Штаты». Поселился с женой в небольшом двухэтажном домике близ монастыря, который предоставил декан семинарии Евгений Иосифович Клар. В 1989—1996 годах преподавал историю Русской православной церкви, а затем и каноническое право в Свято-Троицкой духовной семинарии в Джорданвилле. На основе своих лекций написал книгу «История Российской церкви. Со времени основания до наших дней», изданную в 1993 году.
В 1996 году вернулся в Москву. Работал в «Народном доме» Сергея Филатова. Преподавал в Российском государственном гуманитарном университете (1997), в Англо-американской школе при посольстве США в Москве (1997—1999).
Особая страница в жизни В. С. Русака связана с Историко-архивным институтом РГГУ. В 1995 г. впервые в России кафедра Истории и организации архивного дела Историко-архивного института по инициативе профессора Е. В. Старостина и с благословения Патриарха Алексия II открыла специализацию «Архивы Русской Православной Церкви». Патриарх Алексий писал: «Мы приветствуем Ваше намерение открыть в Историко-архивном институте специализацию „Архивы Русской Православной Церкви“. Это полезное и нужное начинание. Радует, что в перечень дисциплин, которые будут предложены студентам в рамках новой специализации, войдут предметы, считавшиеся ранее уделом только духовных школ. Полагаем, что здесь будет целесообразно использовать с учётом специфики Вашего института уже существующий в церковных учебных заведениях опыт по соответствующим разделам знаний. Не подлежит сомнению что подрастающее поколение, равно как и все мы, должно прилежно изучать родную историю. В этом видится важный залог нашей правильной ориентации в создании будущего. Помощь Божья да сопутствует Вам!». Для чтения лекций и проведения семинаров по специальным церковным дисциплинам Е. В. Старостин привлёк многих известных светских и духовных учёных: М. В. Бибикова, А. И. Комиссаренко, С. М. Каштанова, В. А. Муравьёва, А. В. Попова, В. С. Русака, А. И. Шмаин-Великанову, С. О. Шмидта и др.
Профессор Е. В. Старостин вспоминал: «Нельзя сказать, что специализация вызывала полное понимание во всех властных структурах университета. Трудности были нередки, но стремление наших единомышленников помочь позволяло их преодолевать. Некоторые преподаватели (проф. В. С. Русак), проявляя бескорыстие, отказывались от предложенной оплаты их педагогического труда. Во время прохождения делопроизводственной практики в монастырских канцеляриях студентам оказывалась посильная помощь, в том числе и материального характера, которая выходила за рамки инструкций о производственной практике». Именно Владимир Русак стал своеобразным двигателем и мотором новой специализации и именно ему выпала основная доля учебной нагрузки, касающейся лекционных курсов по истории Церкви.
В 1998 году в связи с отъездом В. С. Русака в США его крёстный сын, выполняя его просьбу, передал в Государственный архив Российской Федерации (ГА РФ) часть документов и книг из личного архива В. С. Русака. Документы составили фонд № 10061 "Русак Владимир Степанович, общественный деятель, историк церкви. 1949 — ". Опись № 1 фонда № 10061, включающая 357 единиц хранения за 1932, 1963, 1967—2002 гг. Документы составили фонд 10061 ГА РФ, книги хранятся в Научной библиотеке ГА РФ.
В 2000—2008 снова жил в США. Редактировал приходские газеты «Православная газета» (Нью-Йорк, 2004) и «Православное слово» (Сан-Диего, 2005—2006). Был активным сторонником примирения Русской Зарубежной Церкви с Московским Патриархатом. В 2008—2014 возвращался в Москву, а затем вновь жил в США, в Дес-Плейнс.

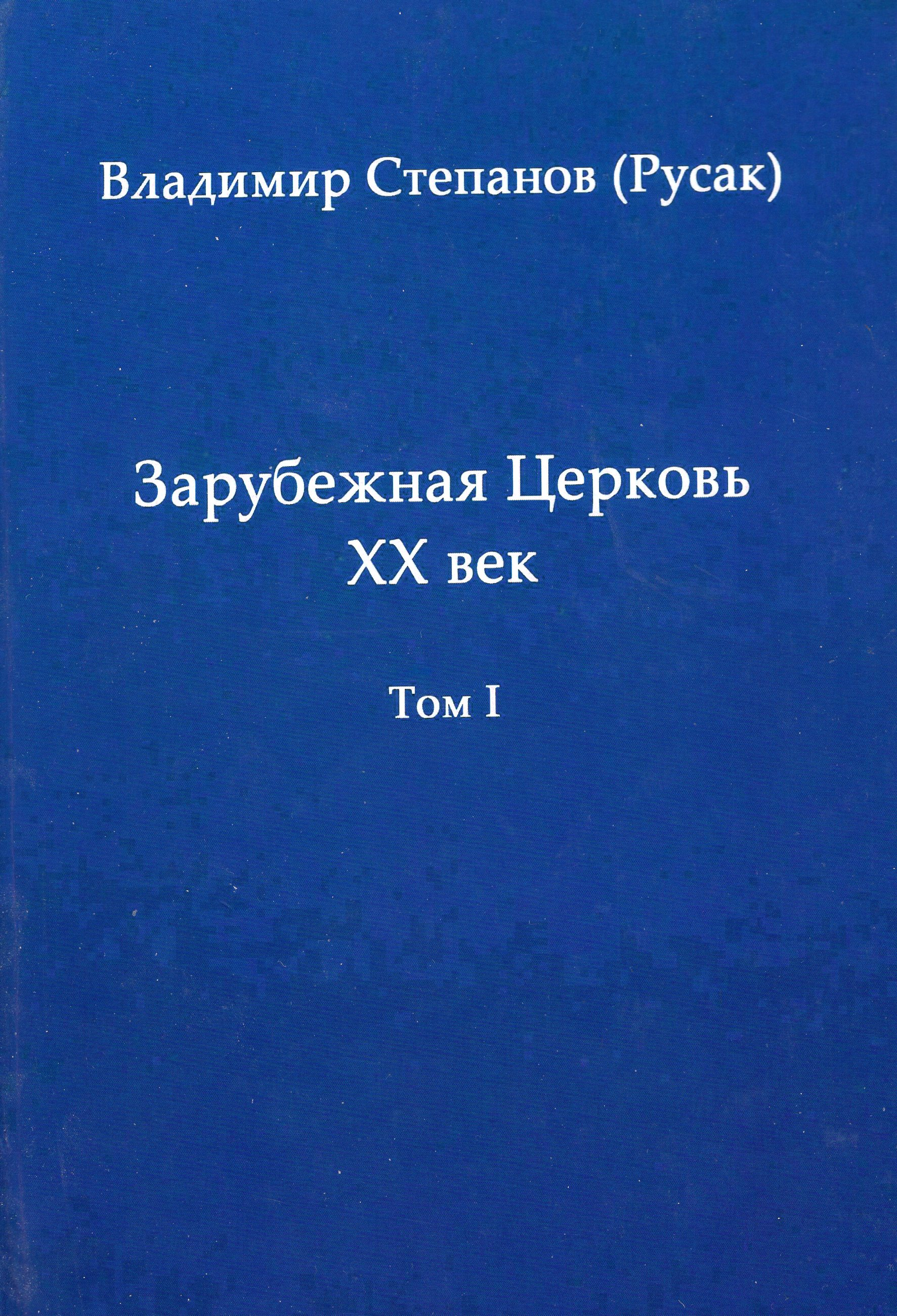
Первый том труда Владимира Русака «Зарубежная Церковь»

Последняя большая работа В. С. Русака, увидевшая свет незадолго до его смерти, — четырёхтомное исследование, посвящённое истории Русской Православной Церкви в XX веке. Фундаментальный труд Владимира Русака открывает многие неизвестные страницы истории Русской Православной Церкви в России и за рубежом. Автором впервые вводятся в научный оборот неизвестные ранее источники. Книга явилась результатом продолжавшейся несколько десятилетий работы Владимира Русака над этой темой. Скончался в Лазареву субботу 20 апреля 2019 года в Барановичах на 70-м году жизни.

## Публикации
- Свидетельство обвинения. Церковь и государство в Советском Союзе. Т. 1-3. — Джорданвилль: Св. Троицкий Монастырь, 1987. (под псевдонимом В. Степанов)
  - Свидетельство обвинения. Церковь и государство в Советском Союзе. Т. 1-3 / Второе издание. — Москва: Русское книгоиздательское товарищество, 1993
- Пир сатаны. Русская Православная Церковь в «Ленинский» период (1917—1924) — Лондон, Канада.: Изд. Заря, 1991. — 216 с.
- Иоанн (Максимович), архиепископ. Русская зарубежная церковь / Дополнено Владимиром Русаком. — Джорданвилль: Свято-Троицкий монастырь, 1991. — 40 с.
- История Российской церкви от основания до наших дней. — Джорданвилль: Свято-Троицкий монастырь, 1993. — 580 с.
- История Российской Церкви. Учебник / Издание второе исправленное и дополненное. Под общей редакцией Его Преосвященства Александра (Милеанта), епископа Буэнос-Айресского и Южно-Американского. [Электронный ресурс.] — Электрон. текстовые, граф. дан. // Интернет сайт «Образование и Православие» — Электрон. дан. — 2013
- Зарубежная Церковь XX век. Том 1. — Джорданвиль (NY)-Карлсбад (СА)-Москва-Чикаго (IL): Издательство «Алтаспера» (Канада), 2017. — 633 с.
- Зарубежная Церковь XX век. Том 2. — Джорданвиль (NY)-Карлсбад (СА)-Москва-Чикаго (IL): Издательство «Алтаспера» (Канада), 2017. — 661 с.
- Московский Патриархат XX век. Том 1. — Джорданвиль (NY)-Карлсбад (СА)-Москва-Чикаго (IL): Издательство «Алтаспера» (Канада), 2017. — 648 с.
- Московский Патриархат XX век. Том 2. — Джорданвиль (NY)-Карлсбад (СА)-Москва-Чикаго (IL): Издательство «Алтаспера» (Канада), 2017. — 654 с.

- На празднике Преподобного Сергия // Журнал Московской Патриархии. М., 1971. — № 9. — С. 34-36
- Учебный год завершён: в Московских духовных школах // Журнал Московской Патриархии. — М., 1973. — № 7. — С. 14-15.
- 70-летие прославления преподобного Серафима Саровского // Журнал Московской Патриархии. — 1973. — № 9. — С. 12.
- Академический вечер [в МДА] // Журнал Московской Патриархии. — 1974. — № 4. — С. 19-21.
- «Живоносный источник» // Журнал Московской Патриархии. — 1974. — № 5. — С. 13-15.
- Икона преподобных отцов, в земле Карельской просиявших // Журнал Московской Патриархии. — 1974. — № 12. — С. 16-21.
- Экуменическая молитва 1978 // Журнал Московской Патриархии. — 1978. — № 5. — С. 57-59.
- Погребение митрополита Никодима (Ротова) // Журнал Московской Патриархии. — 1978. — № 11. — С. 12-16.
- Экуменическая молитва 1979 // Журнал Московской Патриархии. — 1979. — № 5. — С. 64-65.
- «Церковь может ходить по водам» // Посев. Квартальное издание избранных материалов. — 1984. — № 1. — С 86-89
- Актовая речь, сказанная на выпускном акте Свято-Троицкой семинарии // Православная Русь. — 1990. — № 13 (1418). — С. 4-6
- «Блажен, кто ярем возьмёт Господен от юности…». Славный юбилей 50-летия священнослужения архимандрита Сергия // Православная Русь. — 1991. — № 19. — С. 10-11
- Благодатный юбилей. К 25-летию архиерейского служения Архиепископа Сиракузского и Троицкого Лавра // Православная Русь. — 1992. — № 16 (1469). — С. 6-8. — 15
- Как создать новую «церковь» // «НГ-Религии», 23 февраля 2000
- Церковные расколы XX века. Русская Зарубежная Церковь и Московский Патриархат // Международные «Макарьевские чтения», посвящённые 210-летию со дня рождения основателя Алтайской духовной Миссии Св. Макария. — Горно-Алтайск: Горно-Алтайский государственный университет, 2002. — С. 98-125
- Декларация митрополита Сергия. 16/29 июля 1927 года // Макарьевские чтения: материалы второй международной конференции (21-22 ноября 2003 года) / Отв. ред. В. Г. Бабин. Горно-Алтайск.: Горно-Алтайский государственный университет. — 2004. — С. 148—181
- Без духовного — бездуховность // Макарьевские чтения : материалы третьей международной конференции (21 — 22 ноября 2004 года) / Отв. ред. В. Г. Бабин. — Горно-Алтайск.: Горно-Алтайский государственный университет, 2004. — С. 312—317
- Русская Зарубежная Церковь «на Родине» // Макарьевские чтения: материалы Четвёртой международной конференции (21-22 ноября 2005 года) / Отв. ред. В. Г. Бабин. — Горно-Алтайск.: Горно-Алтайский государственный университет, 2005. — С. 198—218
- Русская Православная Церковь за границей и «Катакомбная» церковь // Макарьевские чтения: материалы Пятой международной конференции (21-) / Отв. ред. В. Г. Бабин. — Горно-Алтайск.: Горно-Алтайский государственный университет, 2006. — С. 252—265
- Церковные расколы XX века: Русская Зарубежная Церковь и Московский Патриархат // Документальное наследие русской культуры в отечественных архивах и за рубежом. Материалы международной научно-практической конференции. 29- — М.: РОССПЭН, 2005. — С. 427—467
- Владыка. Памяти митрополита Лавра // Союзное Вече. Газета парламентского собрания Беларуси и России. — 2008. — № 14 (202). — С. 7
- К кончине митрополита Лавра // Вестник Православного Свято-Тихоновского гуманитарного университета. Серия II История Русской Православной Церкви. — 2008. — № 3 (28). — С. 112—116
- О восстановлении евхаристического общения между Русской Православной Церковью на Родине и за рубежом // Макарьевские чтения: материалы шестой международной конференции (21 — 23 ноября 2007 года) / Отв. ред. В. Г. Бабин. — Горно-Алтайск: РИО ГАГУ, 2007. — С. 267—270
- Памяти митрополита Лавра // Макарьевские чтения: материалы седьмой международной конференции (21 — 23 ноября 2008 года) / Отв. ред. В. Г. Бабин. — Горно-Алтайск: РИО ГАГУ, 2008. — С. 66-76
- Православие в Китае в XX веке // Макарьевские чтения: материалы восьмой международной конференции (21 —) / Отв. ред. В. Г. Бабин. — Горно-Алтайск: РИО ГАГУ, 2009. — С. 294—319
- Митрополит Нестор // Макарьевские чтения: материалы восьмой международной конференции (21 —) / Отв. ред. В. Г. Бабин. — Горно-Алтайск: РИО ГАГУ, 2009. — С. 314—315
- Памяти митрополита Лавра // Берега. Информационно-аналитический сборник о Русском зарубежье. — СПб.: ИКЦ «Русская эмиграция» — 2009. — № 10. — С. 58-62
- Монастырь Святого Саввы освящённого в Харпер Вудс: история и современность // Макарьевские чтения: материалы X Mеждународной конференции (25-27 ноября 2015 года) / Отв. ред. А. П. Адлыкова. — Горно-Алтайск: РИО ГАГУ, 2015. — С. 288—298
- К истории Православной Церкви в Польше // Макарьевские чтения: Материалы XI Международной научно-практической конференции (21-24 сентября 2016 года). — Горно-Алтайск: РИО ГАГУ, 2016. — С. 114—127
- Восстановление церковной целостности Московского Патриархата после Второй мировой войны // Макарьевские чтения: материалы 12 международной научной конференции / ред. Адлыкова А. П.; ред. коллег.: В. Г. Бабин, А. П. Адлыкова, А. В. Эбель. — Горно-Алтайск: БИЦ ГАГУ, 2017. — С. 239—247
- Свидетельство обвинения // Патриарх Сергий (Страгородский): pro et contra: антология. — СПб. : РХГА, 2017. — 669 с. — С. 525—539
- Русская Православная Церковь за границей и Константинопольский Патриархат // Макарьевские чтения: материалы международной научно-практической конференции (17-19 сентября 2018 года) / Отв. ред. Ф. И. Куликов. — Горно-Алтайск: БИЦ ГАГУ, 2018. — С. 195—201